# El Universal (Venezuela)

Das Logo der Zeitung

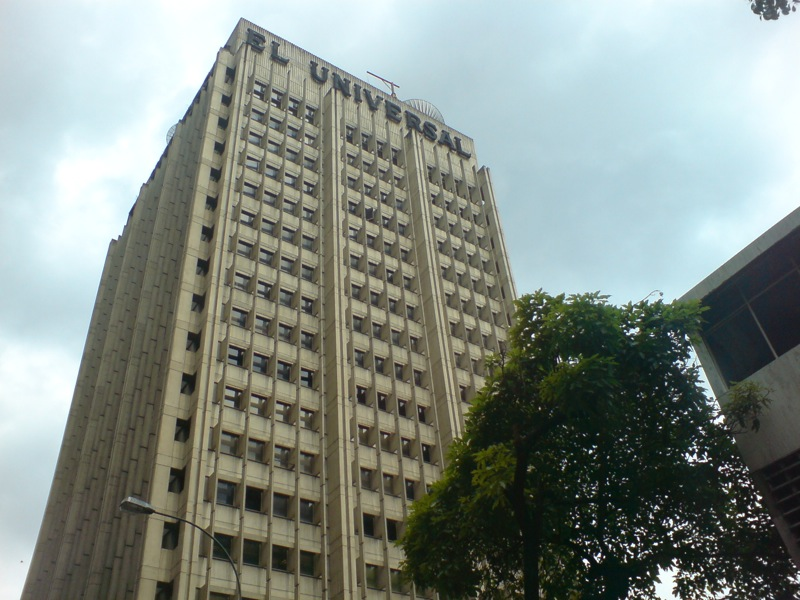
Hauptsitz in Caracas

El Universal ist eine der wichtigsten Tageszeitung Venezuelas mit Sitz in Caracas.
Hauptkonkurrent ist El Nacional. El Universal ist Teil der Periodicals Associates Latin-Americans.

## Geschichte
Die Zeitung wurde am 1. April 1909 von dem venezolanischen Schriftsteller Andrés Mata und dem Journalist und Politiker Andrés Vigas gegründet. Langjährige Besitzer war die Familie Núñez zusammen mit diversen Wirtschaftsgruppen. Der druckende Verlag ist Editorial Ambos Mundos C.A.. El Universal war eines der wenigen unabhängigen Blätter in der zunehmend durch die chavistische Regierung gleichgeschalteten Medienlandschaft Venezuelas.
Am 5. Juli 2014 wurde die Zeitung an die bis dahin unbekannte spanische Private-Equity-Gesellschaft Epalisticia S.L. mit gerade mal 3500 Euro Eigenkapital verkauft. Beobachter vermuten hinter der Firma hohe Figuren der chavistischen Regierung Venezuelas. Der Kaufpreis soll rund 22 Millionen US-Dollar betragen haben. Neuer Präsident der Zeitung ist Jesús Abreu Anselmi, Bruder des Leiters des Kinderorchesters El Sistema, José Antonio Abreu.
Anselmi bestreitet Verbindungen zum Chavismo. Das Blatt berichtet jedoch laut FAZ positiv früher über Hugo Chávez und später über Nicolás Maduro.

## Inhalte
Neben den allgemeinen politischen Informationen konzentriert sich die Zeitung hauptsächlich auf Nachrichten aus der Wirtschaft und veröffentlicht einen Börsenteil. Täglich wird auch eine Online-Ausgabe produziert.